# آمید

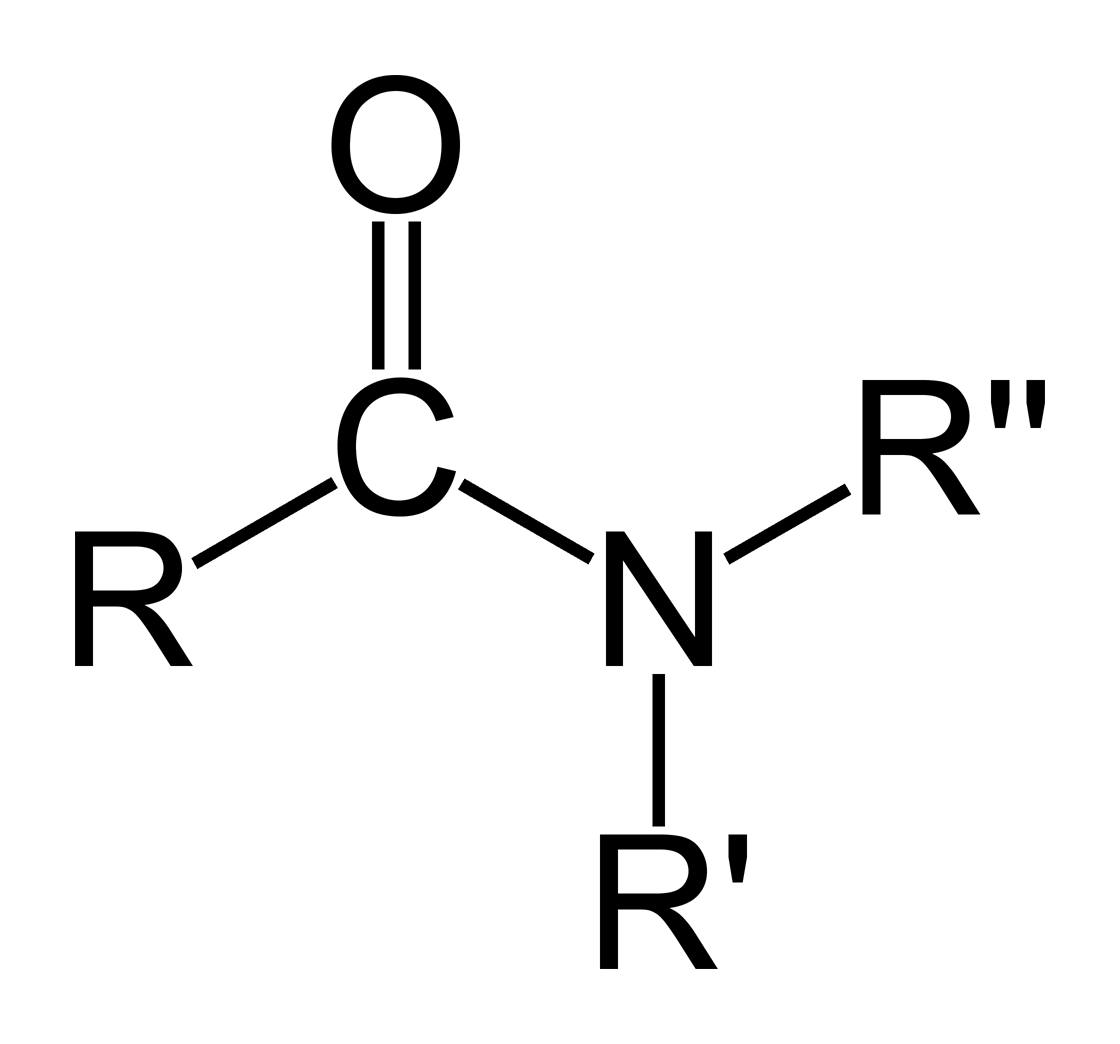
گروه عاملی آمید

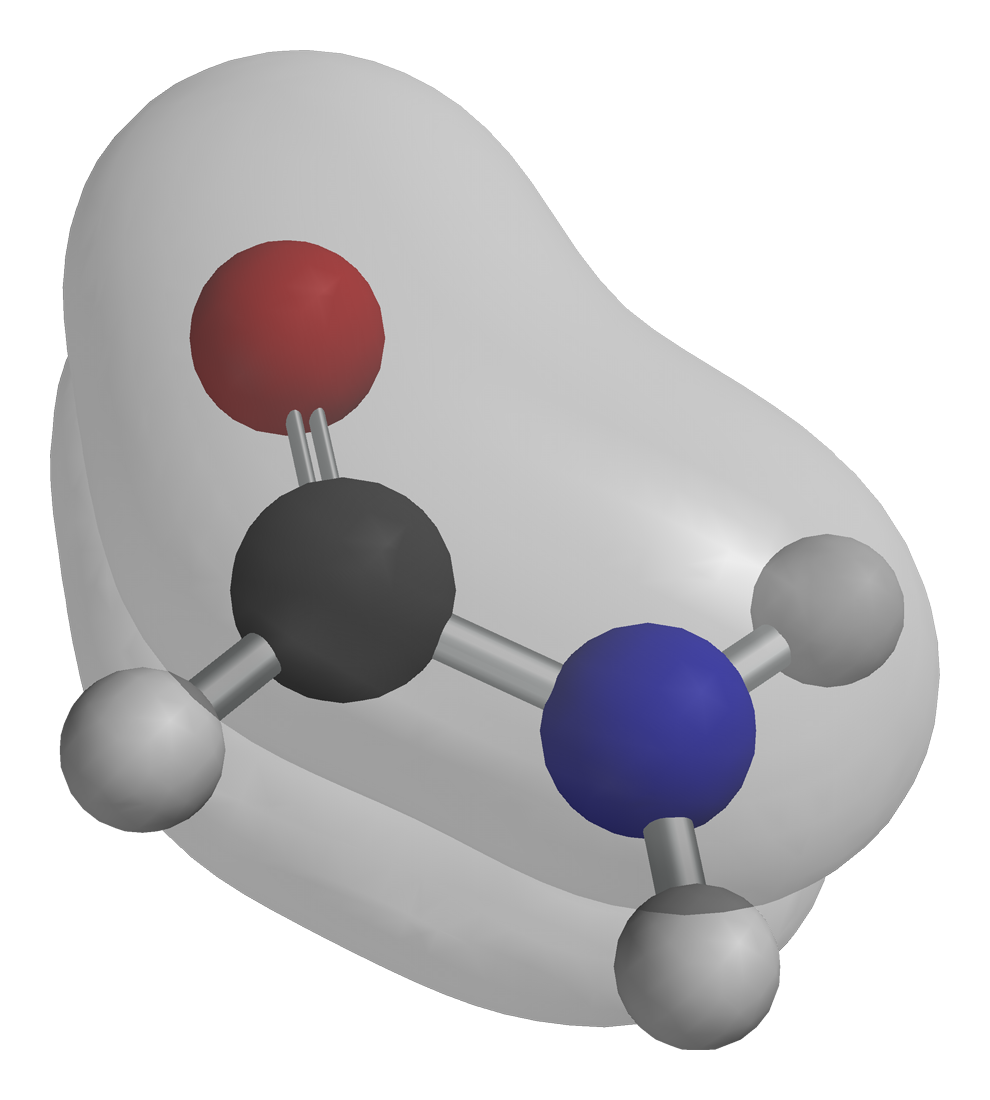
آمیدها دارای سیستم یکپارچه‌ای هستند که روی O, C و N قرار داشته و از اربیتال مولکولی‌هایی تشکیل شده‌است که به وسیله الکترونهایی که از مکانشان خارج شده‌اند اشغال شده‌است.

آمید را در شیمی می‌توان یکی از دو نوع ترکیب شیمیایی زیر دانست:
1. یک گروه عاملی یا ترکیبی آلی است که شامل یک گروه کربونیل (C=O) می‌باشد و با یک اتم نیتروژن (ن) پیوند دارد.
2. نوع ویژه‌ای از آنیون نیتروژن.

آمیدها پایدارترین نوع از گروه عاملی کربونیل هستند.

## تلفظ علمی
بسیاری از شیمی‌دانان انگلیسی زبان برای ایجاد دگرسانی میان این دو نوع ترکیب، از تلفظ ə'mɪd برای اشاره به این ترکیب به عنوان یک گروه عاملی کربونیل و از تلفظ ['æmɑɪd] برای اشاره به آن به عنوان آنیون نیتروژن بهره می‌گیرند. این در حالی است که شماری از شیمی‌دانان نیز فرقی میان این دو نگذاشته و در هر دو کاربرد آن را ['æmɪd] تلفظ می‌کنند.

## مشتقات
اگر در بنیان آمیدها جای کربنی که با اکسیژن پیوند دوگانه دارد گوگرد قرار دهیم گروهی به نام سولفوآمید خواهیم داشت. آمیدهای حلقوی را لاکتوم می‌نامند.